# فرودگاه نیروی هوایی سلطنتی فیرفورد
فرودگاه نیروی هوایی سلطنتی فیرفورد (به انگلیسی: RAF Fairford) یک فرودگاه است . این فرودگاه در کشور انگلستان قرار دارد .